# ستاتين
الستاتينات أحد أهم أنواع الأدوية ومن أكثرها استخداما في وقتنا الحاضر.
أدوية الستاتين (أدوية مخفضة للكوليسترول) هي فئة من الأدوية المخفضة للكوليسترول عبر تثبيط الانزيم HMG-CoA reductase, الانزيم الذي يلعب دورا مهما في تصنيع الكوليسترول في الكبد، الذي بدوره يصنع ما نسبته 70% من المجموع الكلي للكوليسترول في الجسم.
ارتبطت نسبة الكوليسترول العالية بالأمراض القلبية الوعائية، ووجد أن أدوية الستاتين تقي من أمراض القلب الوعائية والوفاة عند أولئك الذين هم في خطر الإصابة بها. يوجد أدلة قوية على أن هذه الأدوية فعالة لعلاج الأمراض القلبية الوعائية في المراحل المبكرة من المرض (الوقاية الثانوية (وأولئك المعرضين لخطر مرتفع ولكن من دون الأمراض القلبية الوعائية)الوقاية الأولية).
ابتداء من 2010، أصبحت هذه الأدوية متوفرة في السوق، منها: أتورفاستاتين (Lipitor)، فلوفاستاتين (Lescol)، لوفاستاتين Mevacor, Altocor))، بيتافاستاتين (Livalo)، برافاستاتين ((Pravachol، رسيوفاستاتين (crestor) سيمفاستاتين (Zocor). كما تتوفر عدة تركيبات دوائية تتكون من أدوية الستاتين وأدوية أخرى ك ((Inegy ezetimibe/simvastatin)). في مبيعات عام 2005، قدرت الأرباح بـ$18.7 بليون دولار أمريكي في الولايات المتحدة. أفضل أدوية الستاتين مبيعا هو الأتورفاستاتين، الذي أصبح في عام 2003 من المنتجات الصيدلانية الأكثر مبيعا في التاريخ. حيث قدرت الشركة المصنعة فايزر (Pfizer) المبيعات ب 12.4 مليار دولار أمريكي في عام 2008. ونظرا لانتهاء أجل براءة الاختراع للشركة، أصبحت أدوية الستاتين متوفرة بتكلفة أقل.
الآثار الجانبية لأدوية الستاتين تشمل آلام في العضلات، وزيادة خطر داء السكري، وخلل في فحوصات انزيمات الكبد. بالإضافة إلى ذلك، يوجد آثار جانبية شديدة لكنها نادرة، نذكر على وجه الخصوص تلف العضلات

## الاستخدامات الطبية
إرشادات الممارسة السريرية توصي الناس عموما في محاولة «تعديل نمط الحياة»، بما في ذلك اتباع نظام غذائي لخفض الكولسترول وممارسة الرياضة البدنية، قبل استخدام الستاتين. حيث أن أدوية الستاتين أو أي من الادوية الأخرى المخفضة للكوليسترول يُوصى بها لأولئك الذين لا يستوفون أهداف خفض الدهون من خلال النظام الغذائي وتغيير نمط الحياة.

### الوقاية الأولية
تشير الأدلة إلى أن أدوية الستاتين فعالة في الوقاية من أمراض القلب عند أولئك الذين يعانون من ارتفاع الكوليسترول لكن ليس لديهم تاريخ مرضي لأي من أمراض القلب. في عام 2013، وجدت مؤسسة كوكران انخفاضا في خطر الموت وبعض المخاطر الأخرى بدون أي دليل أثار جانبية. لكل 138 شخص عولجوا بهذه الأدوية، يقل خطر الموت ل شخص واحد لكل 49 شخص عولجوا بهذه الأدوية. كانت نتائج تقارير الدراسات لعام 2011 مشابهة. وحسب دراسات عام 2012 ف إن أدوية الستاتين فعالة لكلا الجنسين. إلا أن نتائج تقارير الدراسات في عام 2010 توصلت إلى نهاية مفادها أن معالجة الناس الذين ليس لديهم أي تاريخ من أمراض القلب يفيد في تقليل خطر الإصابة بها عند الرجال فقط وليس النساء، وأن هذه الادوية ليس لها أي فائدة في تقليل خطر الموت في كلا الجنسين. كما تم نشر دراستين إحصائيتين في تلك السنة، إحداهما استخدمت بيانات للنساء فقط، ووجدت الدراسة أن خطر الموت لم يتأثر باستخدام أدوية الستاتين.
يوصي المعهد الوطني للصحة والتفوق السريري (NICE) باستعمال أدوية الستاتين كعلاج للبالغين حيث يقدر خطر الإصابة بأمراض القلب الوعائية لديهم خلال 10 سنوات بنسبة أكبر من 10%. توجيهات الكلية الأمريكية لأمراض القلب (ACC) ومنظمة القلب الأمريكية (AHA) توصي باستعمال علاج الستاتين للوقاية الأولية من أمراض القلب الوعائية في البالغين الذين يعانون من ارتفاع نسبة الكوليسترول (LDL> 190 mg/dL). ومع ذلك، النقاد مثل Steven E. Nissen يقول أنه لم يتم التحقق من صحة توجيهات الAHA/ACC، وأنها تبالغ في تقدير الخطر بنسبة 50% على الأقل، وتوصي باستعمال الستاتين لأولئك الذين لن يستفيدوا من العلاج، استنادا إلى جماعات سكانية تعد نسبة الخطر الملحوظ فيها أقل من تلك المتوقعة في التوجيهات. الجمعية الأوروبية لأمراض القلب وجمعية تصلب الشرايين الأوروبي توصي باستخدام الستاتين للوقاية الأولية، اعتمادا على الأساس المقدر لنتيجة القلب والأوعية الدموية بالإضافة لعتبات الLDL.

### الوقاية الثانوية
أدوية الستاتين فعالة في خفض الوفيات في الأشخاص الذين يعانون من وجود الأمراض القلبية الوعائية مسبقا. كما يُدعى المرضى المعرضين لمخاطر عالية للإصابة بمرض القلب إلى استعمال هذه الأدوية.
في المتوسط، من الممكن ان تخفض الستاتين الكولسترول LDL بنسبة 1.8 مليمول / لتر 70) ملغ / ديسيلتر (، وهو ما يترجم إلى انخفاض يقدر ب 60٪ في عدد الحوادث القلبية (نوبة قلبية، أو موت قلبي مفاجئ) وتخفيض 17٪ من خطر السكتة الدماغية بعد العلاج على المدى الطويل. يعد تأثير هذه الأدوية أقل من الfibrates أو الniacin في خفض الدهون الثلاثية ورفع مستوى الكولسترول HDL (الكولسترول الجيد).
يتم دراسة أدوية الستاتين لتحسين النتائج الجراحية في عمليات القلب والأوعية الدموية. حيث تم تخفيض الوفيات والحوادث القلبية الوعائية السلبية باستخدام مجموعة أدوية الستاتين.

### مقارنة الفعالية
في حين أنه لا توجد أي مقارنة مباشرة بين أدوية الستاتين المختلفة، إلا أن جميعها تظهر فعالية بغض النظر عن قوة الدواء أو درجة الحد من الكولسترول. كما يبدو وجود بعض الاختلافات بينها، حيث تظهر الsimvastatin والpravastatin تفوقا في الآثار الجانبية.
في مقارنة بين atorvastatin و pravastatin و simvastatin، استنادا إلى فعاليتها ضد الأدوية الوهمية، وُجد أنه، في الجرعات التي توصف عادة، لا يوجد فروق ذات دلالة إحصائية بين هذه الأدوية في خفض معدلات الوفيات والاعتلال بأمراض القلب.

### الأطفال
أدوية الستاتين فعالة في خفض مستويات الكوليسترول في الدم عند الأطفال الذين يعانون من ارتفاع الكولسترول العائلي familial hypercholesterolemia [30]. مع هذا، فإن سلامة الأطفال على المدى البعيد غير واضحة. لذلك يوصي البعض أنه إذا كان تغيير أسلوب الحياة ليس كافيا فإن استعمال أدوية الستاتين يجب أن يبدأ في عمر 8 سنوات.

### الوقاية من التباين الناتج عن اعتلال الكلى
وجد تحليل احصائي حديث لتجارب عشوائية محكومة أن الستاتين يمكن أن تقلل من الخطر الناجم عن اعتلال الكلى بنسبة 53٪ في الاشخاص الذين يخضعون لـ (تصوير الأوعية/ التدخلات عن طريق الجلد) للشرايين والأوردة التاجية. فاعلية الأدوية تكون أقوى في حالة وجود خلل مسبق في الكلى أو مرض السكري.

## الآثار الجانبية
| اختيار أدوية الستاتين للحالات الخاصة                             | اختيار أدوية الستاتين للحالات الخاصة     | اختيار أدوية الستاتين للحالات الخاصة                                                                            | اختيار أدوية الستاتين للحالات الخاصة |
| Condition                                                        | Commonly recommended statins             | explanation |                                      |
| ---------------------------------------------------------------- | ---------------------------------------- | --- | ------------------------------------ |
| زراعة الكلى recipients taking سيكلوسبورين                        | برافاستاتين or فلوفاستاتين               | Drug interactions are possible, but studies have not shown that these statins increase exposure to ciclosporin. |                                      |
| حالة مصلية taking مثبط بروتياز (دواء)                            | أتورفاستاتين، برافاستاتين or فلوفاستاتين | Negative interactions are more likely with other choices                                                        |                                      |
| Persons taking جمفبروزيل، a non-statin cholesterol-lowering drug | Atorvastatin                             | Combining gemfibrozil and a statin increases risk of انحلال الربيدات and subsequently قصور كلوي                 |                                      |
| Persons taking the مضاد تخثر وارفارين                            | Any statin                               | The statin use may require that the warfarin dose be changed, as some statins increase the effect of warfarin.  |                                      |

من أكثر الآثار الجانبية تأثيرا هي زيادة تركيز انزيمات الكبد، مشاكل العضلات، وزيادة خطر الإصابة بمرض السكري. وهناك آثار جانبية أخرى محتملة مثل الفقدان الإدراكي، والاعتلال العصبي، وقصور البنكرياس والكبد، والخلل الوظيفي الجنسي.
تؤخذ بعين الاعتبار نسبة الفوائد إلى مخاطر الآثار الجانبية وبناء على ذلك يقرر إعطاء الدواء من عدمه. حيث تعتبر دراسة معدل الآثار الجانبية في الفئات الأقل عرضة لخطر الإصابة بأمراض القلب عاملا مهما يؤثر في نسبة المخاطر إلى الفوائد لأدوية الستاتين.
في دراسة إحصائية للوقاية الأولية لمؤسسة كوكرين اعتمدت على التجارب السريرية، لم يتم إثبات أي فروقات في الآثار الجانبية بين استعمال أدوية الستاتين أو الأدوية الوهمية. في دراسة احصائية أخرى، وُجد زيادة في الآثار الجانبية بنسبة 39% عند الذين استعملوا أدوية الستاتين مقارنة بالذين استعملوا أدوية وهمية، إلا أنه لم يكن هناك فرق في الآثار الجانبية الخطيرة. جادل مؤلف دراسة أن الآثار الجانبية أكثر شيوعا في الممارسات السريرية منها في الدراسات السريرية العشوائية. المراجعة المنهجية (systematic review) لمؤتمر توافق فريق العمل الكندي، والتي أخذت بعين الاعتبار كل ما نشر من الدراسات الاحصائية للتجارب السريرية وتقارير الآثار الجانبية العفوية لمنظمة الغذاء والدواء وما نشر من الدراسات الاستباقية (cohort study)، خلُصت إلى نهاية مفادها انه على الرغم من ان الدراسات الاحصائية للتجارب السريرية تقلل تقدير معدل الإصابة بوجع العضلات المصاحب لاستعمال ادوية الستاتين إلا أن معدلات الإصابة ب انحلال الربيدات (rhabdomyolysis) ما زالت منخفضة بشكل مطمئن ومماثلة لتلك التي ظهرت في التجارب السريرية (حوالي 1-2 في 10000 مريض). كما خلُصت مراجعة منهجية أخرى شارك في تأليفها Ben Goldacre إلى أن جزءاً صغيراً من الآثار الجانبية التي أبلغ عنها المرضى الذين يستعملون أدوية الستاتين يمكن أن تعزى في الواقع إلى الستاتين.

### الآثار الإدراكية
هناك تقارير غير مؤكدة تشير إلى تدهور الإدراك مع ادوية الستاتين. وخلُصت مراجعة منهجية (systematic review) لمؤتمر توافق فريق العمل الكندي إلى أن الأدلة المتاحة ليست مدعّمة بقوة على وجود آثار سلبية كبيرة للستاتين. كما خلُصت دراسة احصائية أخرى إلى اعتدال الأدلة التي تشير إلى عدم حدوث زيادة في نسبة الخرف وقلة نسبة اعتلال الإدراك أو نتائج اداء الإدراك، مع أن قوة الدليل محدودة خصوصا عند استعمال جرعات عالية من الدواء. في عام 2012، وبسبب زيادة التقارير غير المؤكدة المعتمدة على وصف الحالات الفردية وزيادة المخاوف المتعلقة بعلاقة أدوية الستاتين بفقدان الذاكرة (بما في ذلك تقارير فقد الذاكرة الشامل العابر) والنسيان والارتباك، قامت مؤسسة الغذاء والدواء بوضع تحذيرمن احتمال الآثار الإدراكية على علب أدوية الستاتين. وتم وصف الآثار بأنها نادرة وغير خطيرة، وأنها تنعكس عند وقف العلاج.

### العضلات
في الدراسات الرصدية، 10-15٪ من الأشخاص الذين يتناولون الستاتين تواجههم مشاكل في العضلات، تتكون في معظم الحالات من آلام في العضلات. هذه المعدلات، التي هي أعلى بكثير من تلك التي ظهرت في تجارب سريرية عشوائية كانت موضوع نقاش واسع.
وهناك تفاعلات نادرة تشمل الاعتلالات العضلية مثل التهاب العضلات أو حتى انحلال الربيدات (تدمير خلايا العضلات) والذي يمكن أن يؤدي بدوره إلى إصابة الكلى مهددا بذلك الحياة. يزداد خطر الإصابة بانحلال الربيدات التي يسببها الستاتين في كبار السن، وعند استخدام أدوية لها تداخلات دوائية مع الستاتين مثل fibrates، وفي حالة انخفاض إفراز الغدة الدرقية. مستويات الانزيم المساعد Q10 (ubiquinone) تنخفض عند استخدام الستاتين; يتم استخدام المكملات المحتوية على CoQ10 لمعاجلة الأمراض العضلية المرتبطة باستعمال الستاتين، على الرغم من افتقار الدليل. الجين SLCO1B1 (Solute carrier organic anion transporter family member 1B1) الذي يرمز لببتيد نقل الأيوانات العضوية السالبة المعنيّ في تنظيم امتصاص الستاتين. في 2008، وجد اختلاف شائع في هذا الجين بين الناس، مما يؤدي إلى زيادة كبيرة في مخاطر الإصابة باعتلال عضلي.
جراهام وآخرون، راجعوا السجلات لأكثر من 250,000 مريض تمت معالجتهم بين 1998-2001 بأدوية الستاتين التالية atorvastatin, cerivastatin, fluvastatin, lovastatin, pravastatin, و simvastatin. كانت نسبة الإصابة بانحلال العضلات 0.44 لكل 10,000 مريض عند استخدام أدوية الستاتين عدا عن cerivastatin، حيث أن استخدام الcerivastatin يزيد خطر الإصابة أكثر من 10 أضعاف وكذلك الأمر عند استخدام أحد أدوية الستاتين الاعتيادية مع ال fibrate ((fenofibrate أو (gemfibrozil). تم سحب Cerivastatin من قبل الشركة المصنعة في عام 2001.
جميع أدوية الستاتين الشائع استخدامها تُظهر نتائج مقاربة، إلا أن الأدوية الحديثة التي تتميز بعمر نصف طويل وخصوصية خلوية أعلى، كان لها نسبة فعالية أفضل في خفض الآثار الجانبية. كما اقترح بعض الباحثين أن أدوية الستاتين المحبة للماء (hydrophilic) كالـ fluvastatin, rosuvastatin, و pravastatin أقل سميّة من تلك الكارهية للماء (hydrophobic) كالـ atorvastatin, lovastatin, و simvastatin ، لكن الدراسات لم تجد أي صلة; يقل خطر الإصابة باعتلال عضلي عمد استخدام pravastatin و fluvastatin وذلك غالبا لأن هذه الأدوية محبة للماء فيكون اختراقها للعضلات قليل. يقوم الLovastatin بالحث على زيادة تعبير الجين atrogin-1، الذي يُعتقد أنه مسؤول عن تعزيز ضرر الألياف العضلية.

### مرض السكري
يرتبط استعمال أدوية الستاتين مع زيادة طفيفة في خطر الإصابة بمرض السكري (2-17٪ في إحدى الدراسات). تناول جرعات كبيرة يكون له تأثير أكبر، إلا أن الانخفاض في أمراض القلب والأوعية الدموية يفوق خطر مرض السكري.

### السرطان
وجدت عدة دراسات احصائية عدم وجود أي زيادة في احتمال الإصابة بالسرطان، وبعض الدراسات وجدت انخفاضا في احتمالية الإصابة.
أدوية الستاتين قد تقلل من خطر الإصابة بسرطان المريء، سرطان القولون والمستقيم، سرطان المعدة، سرطان الكبد، وسرطان البروستاتا. كما يبدو أن ليس لها أي تأثير على خطر الإصابة بسرطان الرئة، سرطان الكلى، سرطان الثدي، سرطان البنكرياس، أو سرطان المثانة.

### التداخلات الدوائية
الجمع بين أي من أدوية الستاتين وأي فئة أخرى من الأدوية الخافضة للدهون مع fibrate أو niacin، يزيد من مخاطر انحلال الربيدات إلى ما يقارب6.0 لكل 10,000 شخص. من المهم مراقبة انزيمات الكبد والكرياتين كيناز creatin kinase عند أولئك الذين يأخذون جرعة عالية من الستاتين والفايبرات كمستحضر مركب، وتعد المراقبة إلزامية في حالة تقلصات العضلات أو تدهور وظائف الكلى.
استهلاك الجريب فروت أو عصيره يثبط عملية الأيض لبعض أدوية الستاتين، وقد يكون للبرتقال المر تأثير مماثل. الFuranocoumarins في عصير الجريب فروت (أي bergamottin وdihydroxybergamottin) تمنع انزيم السيتوكروم P450 (CYP3A4)، الذي يشارك في عملية الأيض لمعظم أدوية الستاتين (ومع ذلك، فإنه يثبط اللوفاستاتين والسيمفاستاتين، وإلى درجة أقل، الأتورفاستاتين (وبعض الأدوية الأخرى (كان يعتقد أن الفلافونويد)أي naringin) هو المسؤول). وبالتالي فإن تثبيط عمليات الأيض تزيد من مستويات الستاتين، مما يزيد من خطر الآثار الجانبية ذات العلاقة بالجرعة (بما في ذلك الاعتلال العضل/ انحلال الربيدات). ما زال المنع المطلق لاستهلاك عصير الجريب فروت لمستخدمي الستاتين مثيرا للجدل.
أخطرت الFDA العاملين في الرعاية الصحية بتحديثات معلومات الوصف المتعلقة بالتفاعلات بين مثبطات البروتياز (protease) وبعض عقاقير الستاتين. استعمال مثبطات البروتياز مع الستاتين قد يزيد من مستويات الستاتين في الدم مما يزيد من خطر اصابة العضلات. أخطر شكل من الاعتلال العضلي هو انحلال الربيدات، الذي يمكن أن يسبب تلفا في الكلى ويؤدي إلى الفشل الكلوي القاتل.

## طريقة عمل الدواء

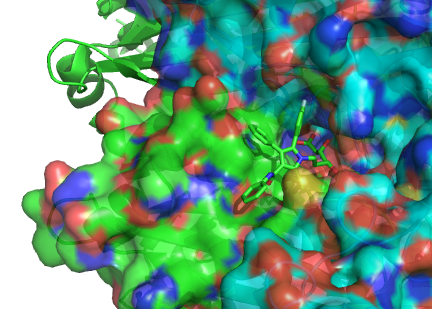
ارتباط الأتورفاستاتين بالHMG-CoA reductase : بنك معلومات البورتين قيد hwk1

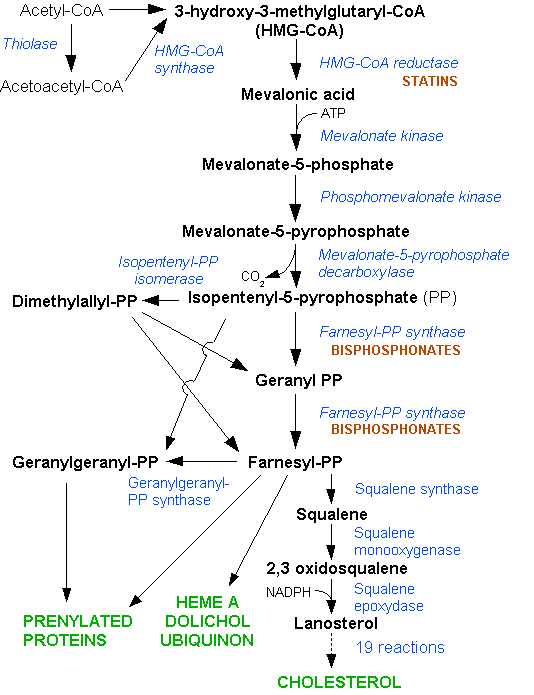
طريقة تكوين الكوليسترول في جسم الإنسان عن طريق الإنزيم HMG-CoA

تقوم أدوية الستاتين بتثبيط عمل الانزيم HMG-CoA reductase بطريقة تنافسية، وهو أول انزيم الزامي في مسار الHMG-CoA reductase. ولأن الستاتين تشبه HMG-CoA على المستوى الجزيئي، فإنها تحتل مكان الHMG-CoA في الانزيم وتقلل سرعة إنتاج الmevalonate وهو الجزيء التالي في التسلسل، التسلسل الذي ينتهي بإنتاج الكوليسترول بالإضافة لعدد من المركبات الأخرى. طريقة عمل الستاتين تقلل الكوليسترول في نهاية المطاف بآليات عدة. ويتم إنتاج مجموعة متنوعة من الستاتين من فطر الPenecillium والAspergillus كمركبات ثانوية. هذه المركبات الطبيعية تعمل على تثبيط الHMG-CoA reductase في البكتيريا والفطريات المنافسة للفطر المنتج لها.

### تثبيط تصنيع الكوليسترول
تقوم الستاتين بعرقلة مسار إنتاج الكوليسترول في الكبد عن طريق تثبيط الانزيم HMG-CoA reductase. يعد هذا الأمر مهما لأن معظم الكوليسترول في الجسم يأتي من التصنيع الداخلي بدلا من النظام الغذائي. عندما يعجز الكبد عن تصنيع المزيد من الوكليسترول، سوف تنخفض نسبته في الدم. يحدث تصنيع الكوليسترول غالبا في الليل لذلك تؤخذ أدوية الستاتين ذات نصف العمر القصير في الليل للاستفادة من معظم تأثيرها. أظهرت الدراسات انخفاضاً كبيراً في نسبة ال LDL والكوليسترول الكلّي في الدم عند أخد السمفاستاتين (ذي عمر النصف القصير) ليلاً عوضا عن نهاراَ إلا أنه لم يكن هناك فرق عند استخدام الأتورفاستاتين (ذي عمر النصف الطويل).

### زيادة امتصاص LDL
في الأرانب، تشعر خلايا الكبد بانخفاض مستويات كوليسترول الكبد وتسعي لتعويض ذلك بزيادة عدد مستقبلات الLDL لسحب الكوليسترول من الدورة الدموية. ويتم تحقيق ذلك عن طريق زيادة الانزيم البروتيني protease المسؤول عن شق بروتين يسمى "بروتين الستيرول المرتبط بالغشاء المسؤول عن تنظيم ارتباط العناصر" "membrane-bound sterol regulatory element binding protein ، الذي يهاجر إلى النواة ويسبب زيادة في إنتاج البروتينات والإنزيمات الأخرى، بما في ذلك مستقبلات LDL. ثم يعاد تحديد موقع مستقبل LDL إلى غشاء خلايا الكبد ويرتبط بجزيئات الLDL والvLDL (الكوليسترول السيء المرتبط بالأمراض). يتم سحب هذه الجزيئات من الدورة الدموية إلى الكبد، حيث تتم إعادة معالجة الكوليسترول إلى أملاح الصفراء. يتم إفراز هذه الأملاح ثم إعادة تدويرها لاحقا عن طريق دورة الأملاح الصفراء الداخلية.

### إنقاص درجة الجزيئات الدهنية الكارهة للماء (prenylation) في البروتينات
بعد تثبيط مسار الانزيم HMG CoA reductase، تقوم الستاتين بتثبيط إنتاج الكوليسترول بالإضافة لبعض البروتينات الكارهة للماء (hydrophobic= prenylated protiens) (انظر للمخطط). وهذا التأثير قد يكون معنيّ وبشكل جزئيّ بتحسين وظيفة بطانة الأوعية الدموية وتعديل وظائف المناعة، إضافة لبعض الفوائد الظاهرية لأدوية الستاتين على القلب والأوعية الدموية  مع العلم أن دراسات الأدوية الأخرى التي تخفض الLDL لم تظهر فوائداً على مخاطرالقلب والأوعية الدموية كما الستاتين وقد يكون للستاتين بعض الفوائد في الحد من السرطان. كما أن لهذا التأثير عدد من الآثار الجانبية التي تظهر مع استعمال أدوية الستاتين بما في ذلك آلام في العضلات (myopathy)  وارتفاع نسبة السكر في الدم.
ُ

### آثار أخرى
كما ذكر أعلاه، الستاتين تقوم بعمل يفوق تخفيض الدهون للوقاية من تصلب الشرايين (atherosclerosis)، حيث أظهرت محكمة ASTEROID دليل مباشر باستخدام الأمواج فوق الصوتية لتراجع التصلب (atheroma) بعد استخدام أدوية الستاتين. يفترض الباحثون أن ادوية الستاتين تقي من أمراض القلب والأوعية الدموية عن طريق أربع آليات مقترحة:
1.	تحسين وظيفة بطانة الأوعية الدموية
2.	تعديل استجابات الالتهابات
3.	الحفاظ على استقرار كتل الكوليسترول في الأوعية الدموية (plaque stability)
4.	منع تكوين خثرات دموية
في عام 2008، أظهرت دراسة لـJUPITER فوائد عند أولئك الذين لم يكن لديهم تاريخ من ارتفاع الكوليسترول في الدم أو أمراض القلب، ولكن ارتفاع مستويات بروتين سي التفاعلي (C-reactive protein) فقط. إلا أن استنتاجات هذه الدراسة تعد مثيرة للجدل.

## الأشكال المتاحة
| الستاتين                            | صورة المركب | الاسم التجاري                                                                                       | نوع الاشتقاق                                                                      | الأيض                    |
| ----------------------------------- | ----------- | --------------------------------------------------------------------------------------------------- | --------------------------------------------------------------------------------- | ------------------------ |
| أتورفاستاتين                        |             | Lipitor, Torvast                                                                                    | اصطناعي                                                                           | سيتوكروم 3A4             |
| سيريفاستاتين                        |             | Lipobay, Baycol. (Withdrawn from the market in August, 2001 due to risk of serious انحلال الربيدات) | اصطناعي                                                                           | various CYP3A isoforms   |
| فلوفاستاتين                         |             | Lescol, Lescol XL                                                                                   | اصطناعي                                                                           | CYP2C9                   |
| لوفاستاتين                          |             | Mevacor, Altocor, Altoprev                                                                          | مركب يوجد في الطبيعة ويتم اشتقاقه بالتخمير يوجد في فطر المحار ورز الخميرة الأحمر. | سيتوكروم 3A4             |
| ميفاستاتين                          |             | Compactin                                                                                           | مركب يوجد في الطبيعة ويتم اشتقاقه بالتخمير يوجد في فطر المحار ورز الخميرة الأحمر. | سيتوكروم 3A4             |
| بيتافاستاتين                        |             | Livalo, Pitava                                                                                      | اصطناعي                                                                           |                          |
| برافاستاتين                         |             | Pravachol, Selektine, Lipostat                                                                      | مركب مشتق بالتخمير. منتج يتم تخميره من بكتيريا Nocardia autotrophica              | Non CYP                  |
| رسيوفاستاتين                        |             | Crestor                                                                                             | اصطناعي                                                                           | CYP2C9 and سيتوكروم 2C19 |
| سيمفاستاتين                         |             | Zocor, Lipex                                                                                        | مركب مشتق بالتخمير. منتج يتم تخميره من بكتيريا Nocardia autotrophica              | سيتوكروم 3A4             |
| سيمفاستاتين+إزيتمايب                |             | Vytorin                                                                                             | علاج مركب                                                                         |                          |
| لوفاستاتين+نياسين extended-release  |             | Advicor                                                                                             | علاج مركب                                                                         |                          |
| أتورفاستاتين+أملوديبين Besylate     |             | Caduet                                                                                              | علاج مركب (كوليسترول+ ضغط الدم                                                    |                          |
| سيمفاستاتين+نياسين extended-release |             | Simcor                                                                                              | علاج مركب                                                                         |                          |

فعالية خفض الLDL تختلف بين الادوية، حيث يعد Cerivastatin الأكثر فعالية (تم سحبه من الأسواق في آب، 2001 بسبب خطر انحلال الربيدات)، يتبعه من حيث القوة rosuvastatin, ثم atorvastatin ثم simvastatin ثم lovastatin ثم pravastatin ثم fluvastatin. كما لم يتم إقرار الفعالية النسبية للـpitavastatin بعد.

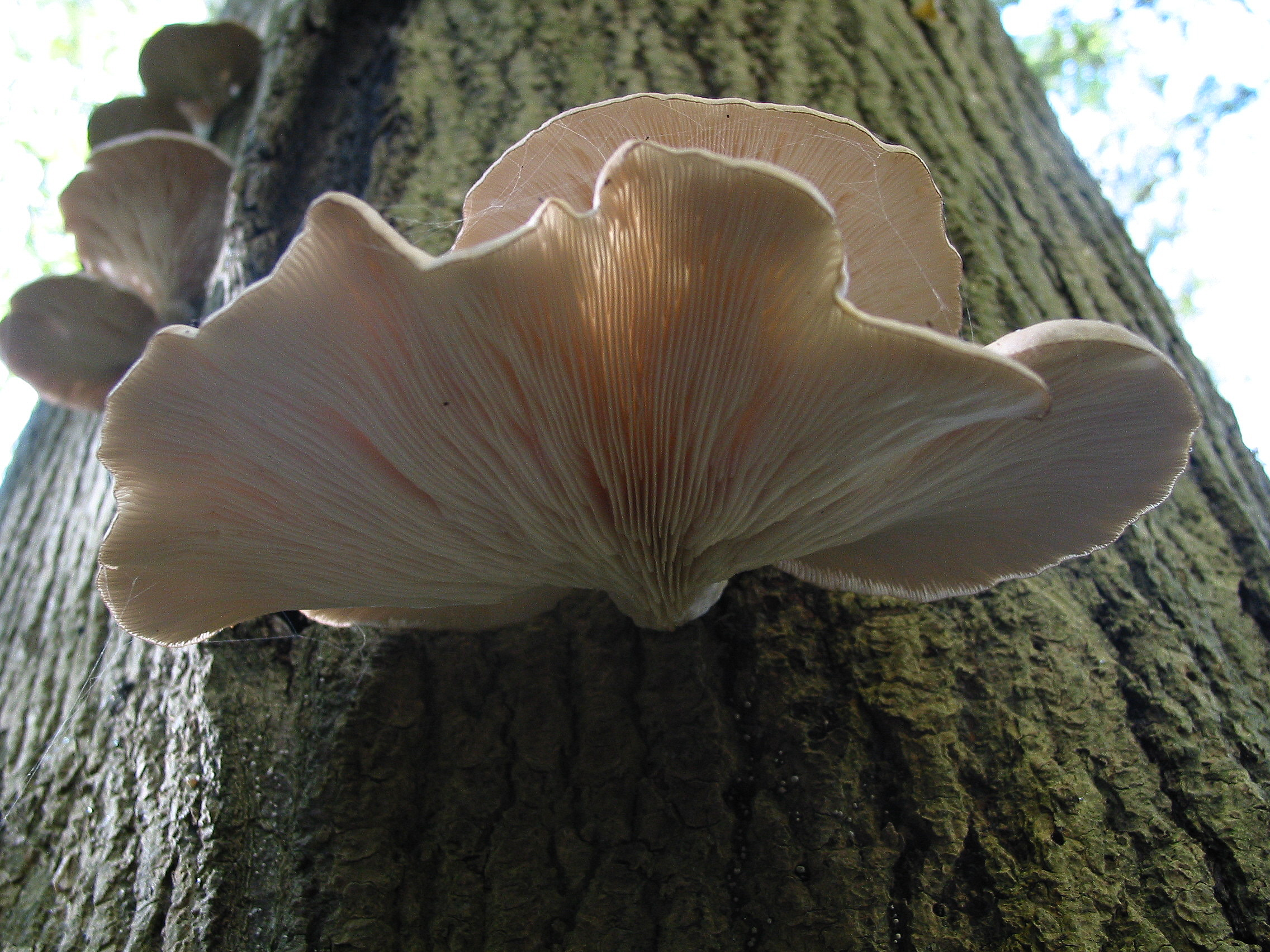
فطر المحار، فطر للطهي، يحتوي بشكل طبيعي لوفاستاتين.

بعض أنواع الستاتين يمكن العثور عليها في الطبيعة، وتوجد في المواد الغذائية مثل فطر المحار ورز الخميرة الأحمر. ووجدت نتائج دراسات عشوائية محكومة أن هذه الأغذية تقلل الكوليسترول في الدم، إلا أن جودة الجارب كانت منخف. ونظرا لانتهاء براءة الاختراع، أصبحت معظم أدوية الستاتين التابعة ل شركة block-buster أدوية عامة (generic) منذ عام 2012، بما في ذلك أتورفاستاتين، الدواء الأكثر مبيعا.
| الجرعات المعادلة للستاتينات                                           | الجرعات المعادلة للستاتينات | الجرعات المعادلة للستاتينات | الجرعات المعادلة للستاتينات | الجرعات المعادلة للستاتينات | الجرعات المعادلة للستاتينات                                             | الجرعات المعادلة للستاتينات |
| النسبة المئوية لتخفيض LDL                                             | اتورفاستاتين                | فلوفاستاتين                 | لوفاستاتين                  | برافاستاتين                 | رسيوفاستاتين                                                            | سيمفاستاتين                 |
| --------------------------------------------------------------------- | --------------------------- | --------------------------- | --------------------------- | --------------------------- | ----------------------------------------------------------------------- | --------------------------- |
| 10-20%                                                                | --                          | 20 ملغ                      | 10 ملغ                      | 10 ملغ                      | --                                                                      | 5 ملغ                       |
| 20-30%                                                                | --                          | 40 ملغ                      | 20 ملغ                      | 20 ملغ                      | --                                                                      | 10 ملغ                      |
| 30-40%                                                                | 10 ملغ                      | 80 ملغ*                     | 40 ملغ                      | 40 ملغ                      | 5 ملغ                                                                   | 20 ملغ                      |
| 40-45%                                                                | 20 ملغ                      | --                          | 80 ملغ*                     | 80 ملغ*                     | 5-10 ملغ                                                                | 40 ملغ                      |
| 46-50%                                                                | 40 ملغ                      | --                          | --                          | --                          | 10-20 ملغ                                                               | 80 ملغ*                     |
| 50-55%                                                                | 80 ملغ                      | --                          | --                          | --                          | 20 ملغ                                                                  | --                          |
| 56-60%                                                                | --                          | --                          | --                          | --                          | 40 ملغ                                                                  | --                          |
| * جرعة 80ملغ لم تعد تستخدم بسبب الأعراض الجنابية المحتملة على العضلات |                             |                             |                             |                             |                                                                         |                             |
| الجرعة الابتدائية                                                     |                             |                             |                             |                             |                                                                         |                             |
| الجرعة الابتدائية                                                     | 10-20 ملغ                   | 20 ملغ                      | 10-20 ملغ                   | 40 ملغ                      | 10 ملغ; 5 ملغ في حالة انخفاض الدرقية أو عمر أكبر من 65 سنة أو للآسيويين | 20 ملغ                      |
| للوصول لأشد تخفيض لمستوى LDL                                          | 40 ملغ لأكثر من 45%         | 40ملغ لكثر من 25%           | 20ملغ لأكثر من 20%          | --                          | 20 ملغ إذا LDL أكثر من 190 ملغ/100مل                                    | 40ملغ لأكثر من 45%          |
| الوقت المناسب للجرعة                                                  | أي وقت                      | مساء                        | مع العشاء                   | أي وقت                      | أي وقت                                                                  | مساء                        |

## التاريخ
في عام 1971، أريكا إندو، اختصاصي بيوكيميائي يعمل في الشركة الصيدلانية سانكيو Sankyoبدأ بحث عن الأدوية الخافضة للكوليسترول. وجد في البحث أن معظم الكوليسترول يتم إنتاجه في الكبد، باستخدام الانزيم HMG-Co شرح إندو وفريقه بأن بعض الكائنات الحية الدقيقة يمكن أن تنتج مثبطات للإنزيم بحيث تحمي نقسها ضد كائنات أخرى، حيث يعد الميفالونيت طليعة للعديد من المواد التي تلزم الكائنات لإبقاء جدارها الخلوي (إرجوستيرول) أو سيتوسكيليتون (أيزوبرينويد) أول نوع تم تعريفه هو الميفاستاتن (mevastatin)، وهو ينتج من فطر اسمه Penicillium citrinum.
قامت مجموعة بريطانية بعزل نفس المركب من Penicillium brevicompactum ، وسمّوه كومباكتن (compactin) ونشروا تقريرهم في 1976. ذكرت المجموعة البريطانية أن له خصائص مضادة للفطريات، ولم تذكر أثره المثبط للإنزيم HMG-Co reductase.
لم يسوق الميتفاستاتن metvastatin، نظرا لأعراضه الجانبية مثل: الأورام، تدهور العضلات، وأحيانا الموت في كلاب المختبر.P.Roy Vagelos، عالم مشرف ولاحقا مدير تنفيذي في Merch&Co ، كان مهتما، وقام بعدة رحلات إلى اليابان بدءا من 1975. وبحلول 1978، قام Merch بعزل لوفاستاتن lovastatin (mevinolin MK803) من الفطر المسمى (Aspergillus terreus)وسوّق للمرة الأولى في عام 1987 كـ Mevacor.
تربط نظرية الدهون – والتي تم اقتراحها- بين الكوليسترول والأمراض القلبية الوعائية. الكوليسترول هو المكون الأساسي لتصلب الشرايين الدموية، وهي تكتلات دهنية في جدران الشرايين والتي تحدث في التصلب العصيدي، وحين تتشقق، تتسبب بمعظم الذبحات الصدرية. يشمل العلاج بشكل أساسي إجراءات غذائية، مثل نظام غذائي قليل الدهون، الأدوية ذات التحمل القليل، مثل clofibrate, cholestyramine, و nicotinic acid. الباحث في الكوليسترول دانيال Daniel Steinberg كتب أن تجارب الوقاية الأولية التاجية في 1984 لاحظت أن تخفيض الكوليستول يمكن أن تقلل بشكل كبير من الذبحات الصدرية والنوبات القلبية، لازال الأطباء، من ضمنهم أخصائيي القلب، غير مقتنعين.
لتسويق الستاتين بشكل فعال، كان ينبغي لـ Merck أن تقنع العامة بمخاطر الكوليسترول المرتفع، وكذلك الأطباء أن الستاتين آمنة ويمكنها إطالة الحياة. وكنيتجة للحملات العامة، أصبح الناس في أمريكا أكثر تآلفا مع قيم الكوليستول الخاصة بهم وكذلك بالفرق بين الكوليستول الجيد والسيء، وبدأت الشركات الصيدلانية بإنتاج الستاتين الخاصة بهم، مثل البرافاستاتين (Pravachol) والذي صُنع من قبل Sankyo و Bristol-Myers Squibb. في نيسان 1994، نشرت نتائج دراسة موّلت من قبل Merck، دراسة البقاء المتعلقة السكندنافية المتعلقة بالسيمفستاتين. فحص الباحثون السيفاستاتين -الذي بيع لاحقا عن طريق Merck بشكل (Zocor)- على 4444 مريض يعانون من ارتفاع الكوليسترول وأمراض القلب. بعد خمس سنوات، انتهت الدراسة إلى أن المرضى لاحظوا انخفاض في الكوليسترول بمقدار 35%، واحتمالات الوفاة بسبب النوبات القلبية قلّت بمقدار 35%. في عام 1995، جعل Zocor وMevacor شركة Merck أكثر من 1 بليون $أمريكي. تم تكريم إندوEndo في 2006 بجائزة اليابان، وجائزة لاسكر-ديبيكري للبحوث الطبية السريرية في 2008. نظرا لأبحاثه الرائدة في أنواع جديدة من المركبات الخافضة للكوليسترول. تم تولى إندو منصبا في (National Inventors Hall of Fame) في الإسكندرية (فرجينيا) في 2012. قال مايكل براون (Michael C. Brown) وجوسيف جولدستين (Joseph Goldstein) اللذان فازا في جائزة نوبل لعملهم المتعلق بالكوليسترول، عن إندو:«ملايين من الناس الذين ستطول حياتهم بسبب العلاج بالستاتين مدينون بذلك إلى إندو Endo»

## البحث العلمي
يستمر البحث في مجالات أخرى، حيث تُظهر أدوية ستاتين محددة فاعلية ايجابية فيما يخص فقدان الذاكرة، سرطان الرئة، إعتام عدسة العين النووي، ارتفاع الضغط، وسرطان البروستات.